# Pichinglis
El pichinglis (e.g. Lipski 1992), pichi o crioll anglès de Fernando Poo (e.g. Gordon 2005) és una llengua criolla parlada a Bioko, Guinea Equatorial. També és conegut com a krio de Fernando Poo (e.g. Berry 1970, Holm 1989), crioll anglès fernandino (e.g. Holm 1989), Pidgin (English) Morgades 2004) o Broken English (e.g. de Zarco 1938). Mentre que molts parlants de més edat es refereixen a la llengua com a krio o pidgin, la majoria dels parlants actuals s'hi refereixen com a pichinglis, pichin amb la vocal final nasalitzada o pichi ras i curt.
És una llengua derivada de dues llengües criolles de base anglesa. D'una banda, la llengua criolla anglesa parlada a la regió de Calabar, Nigèria va ser portada a Malabo per petits grups al llarg del segle xix i també als segles posteriors, en desplaçar-se des de la regió nigeriana per treballar a les plantacions de cacau de Bioko. D'altra banda, a partir de 1827, el krio va començar a estendre's per l'illa portat pels pobladors africans que venien de Freetown (Sierra Leone). Aquests dos criolls de l'anglès i llengües africanes entraren en contacte al llarg del temps i van donar naixença al pichi.

## Estatut actual
La similitud lèxica entre pichinglis i anglès i la suposada simplificació de les estructures angleses van fer creure als observadors europeus que es tractava d'una llengua sense referents, i va prestar pes addicional a les nocions racistes sobre una suposada superioritat dels idiomes europeus i dels seus parlants. A conseqüència d'això, el pichinglis era considerat una forma d'anglès empobrida i envilida pels administradors i missioners colonials espanyols (cf. Zarco 1938: 5-7). El pichinglis, igual que les altres llengües criolles de la conca de l'Atlàntic, encara ha de lluitar amb aquest difícil llegat. Malgrat la seva gran importància com a llengua de comunitat, i com a llengua nacional i llengua franca, no gaudeix de cap reconeixement oficial ni de suport, és conspícuament absent del discurs públic i dels mitjans de comunicació oficials, i no té cabuda en la política educativa de Guinea Equatorial

## Nombre de parlants
Tot i que no hi ha estadístiques oficials, hi ha bones raons per considerar que el pichi és la segona llengua més parlada de Guinea Equatorial, per darrere del fang i seguit de prop pel bubi. És usada principalment pels fernandinos, grup ètnic minoritari establit a Bioko. És segur que almenys 100.000 persones del voltant d'un milió (estimació 2007 de l'ONU) del país utilitzen regularment el pichi com a llengua primària o secundària.
Una altra de les llengües guineanes, el crioll portuguès Fá d'Ambô, parlat pels habitants de l'illa d'Annobón (cf. Map 1). El Fa d'Ambô comparteix llaços històrics i lingüístics amb els altres criolls portuguesos del Golf de Guinea (cf. e.g. Post 1994), anomenats Lungwa Santome i Angolar a l'illa de São Tomé i Lun'gwiye a illa de Príncipe (però també cf. Granda 1985 sobre la influència pichi en el Fa d'Ambô).

## Influència del castellà
El castellà ha deixat una profunda petjada en el lèxic i la gramàtica del pichinglis. La mescla de codis és una part integral del sistema lingüístic del pichi. L'omnipresent influència de l'espanyol en el pichi és, d'una banda, la conseqüència de la política lingüística. Des del domini colonial, l'espanyol ha seguit sent l'únic mitjà d'instrucció a tots els nivells del sistema educatiu. A Malabo, l'adquisició de l'espanyol comença en la primera infància, fins i tot per a molts equatoguineans de classe obrera amb poca o cap educació escolar. Igualment, la florent economia del petroli de Guinea Equatorial ha portat a una major urbanització, ampliació de les xarxes socials multiètniques i la propagació del pichi com a llengua nativa. En un entorn socioeconòmic d'aquest tipus i enmig d'una alta competència general en el castellà oficial, la mescla de pichi i castellà, en lloc de ser excepcional, és constantment present en la vida diària dels parlants de pichi.

### Exemples de barreja pichi-castellà
Afta ùna bay dì bloques  dɛ̀n tumara.

then-2PL-buy-DEF-bricks-PL-tomorrow

'Then buy [plural] the bricks tomorrow.'(en anglès)

Llavors compreu els maons demà.

À raya in wèt rayador.

1SG.SBJ-grate-3SG.EMP-with-grater

'I grated it with a grater.'

Ho vaig rallar amb el rallador.

À gò sigue chɔp.

1SG.SBJ-POT-continue-eat

'I'll continue eating.'

Seguiré menjant.